# Teoria przetargów
Teoria przetargów (ang. theory of bargainning games) – inaczej ekonomiczna teoria gier przetargowych, stanowi formę teorii gier. Teoria przetargów jest podstawą ekonomicznej teorii własności. Istotą teorii gier przetargowych jest dzielenie zysków pochodzących z handlu przez targujących się dwóch (lub więcej) graczy. Gracze zmieniają się kolejno tworząc alternatywne oferty.

## Istota teorii przetargów
Teoria przetargów umożliwia stronom skorzystanie na współpracy z sobą. Najczęstsze negocjacje dotyczą ceny. W trakcie „targowania się” strony mogą stwierdzać fakty, nawiązywać do norm itd. Powyższe narzędzia są wykorzystywane w sztuce negocjacji. Możliwość negocjowania decyduje o przewadze gier przetargowych nad innymi grami. Przeszkodą w tworzeniu wartości dotyczącej gry przetargowej jest fakt, iż strony muszą porozumieć się co do jej podziału. Wartość zostaje podzielona między strony w proporcji ustalonej przez cenę. Zgoda co do ceny oznacza udane negocjacje, natomiast jej brak przesądza o braku powodzenia w procesie targowania się.

## Przykłady gier przetargowych
Adam ma Chevroleta w wersji kabriolet z 1957 r. w dobrym stanie. Ocena wartości posiadania i prowadzenia tego auta jest warta dla Adama 3000 USD. Blair, która od wielu lat marzy o tym samochodzie postanowiła odkupić auto od Adama, gdyż odziedziczyła 5000 USD. Po sprawdzeniu samochodu Blair stwierdziła, że przyjemność posiadania i prowadzenia auta jest dla niej warta 4000 USD. Z powyżej przedstawionej sytuacji płynie wniosek, iż sprzedający przypisuje samochodowi wartość niższą, aniżeli kupujący, w związku z czym pojawia się przetarg (bergain). Założywszy, iż wymiana jest dobrowolna, Adam nie przyjmie za samochód kwoty niższej niż 3000 USD, a Blair nie zapłaci więcej, niż 4000 USD. Cenę sprzedaży pertraktujący będą mogli ustalić pomiędzy tymi wartościami. Wydaje się, iż rozsądną ceną byłoby 3500 USD, czyli 3000 USD i połowa różnicy pomiędzy wycenami.
Inne przykłady gier przetargowych:
- Sprzedający i kupujący dyskutują o warunkach sprzedaży domu
- Związek zawodowy i firma targują się w kwestii wynagrodzenia oraz dodatków do pensji
- Dwa państwa, np. Kanada i USA negocjują warunki umowy handlowej.

## Przetargowa teoria kontraktu
Prawo powinno wspierać egzekwowanie przyrzeczeń, które zawarto w następstwie przetargu. Przyrzeczenia, których nie zawarto w drodze przetargu, nie powinny być egzekwowane przy pomocy prawa. Przetargowa teoria kontraktu jest niedostosowana do realiów gospodarczych, ponieważ nakazuje chronić normami prawnymi wszelkie kontakty zawarte w drodze przetargu, w tym kontrakty nieuczciwe (gdy np. świadczenia wzajemne są nierówne) oraz nie dopuszcza możliwości ochrony kontaktów, które zostały zawarte nieprzetargowo (jak np. papiery wartościowe, darowizna). Do powinności sądu należy egzekwowanie kontraktów zawartych w drodze przetargu, czyli w następstwie złożenia i przyjęcia oferty oraz tych, które mają podstawę prawną.

## Gra przetargu ultymatywnego
Jest to gra dwuosobowa i dwuetapowa. Dwaj gracze mają podzielić między siebie pewne dobro i pada tylko jedna propozycja podziału. Po przyjęciu propozycji gracze dzielą się dobrem w ustalony sposób, a po jej odrzuceniu żaden z graczy nic nie dostaje.